# الموضحة ابو لحباق (أوكدمت)
الموضحة أبو لحباق هو دُوَّار يقع بجماعة إغيل، إقليم الحوز، جهة مراكش آسفي في المملكة المغربية. ينتمي الدوّار لمشيخة أوكدمت التي تضم 28 دوار. يقدر عدد سكانه بـ 53 نسمة حسب الإحصاء الرسمي للسكان والسكنى لسنة 2004.

## روابط خارجية
- البوابة الوطنية للجماعات الترابية
- المندوبية السامية للتخطيط